# Polska Jednostka Wojskowa w Albanii
Polska Jednostka Wojskowa w misji pokojowej w składzie Sił Organizacji Traktatu Północnoatlantyckiego w Albanii (PJW Albania, PJW AFOR) – wydzielony komponent Sił Zbrojnych RP, przeznaczony do udziału w siłach NATO AFOR (Albania Force) w ramach operacji Allied Harbour w 1999 roku. Jednostka Wojskowa 2029.

## Historia
13 kwietnia 1999 dowództwo Paktu Północnoatlantyckiego przyjęło decyzję o rozpoczęciu operacji pokojowej, w ramach której siły międzynarodowe miały zabezpieczyć porty i trasy transportowe, którymi pomoc humanitarna miała trafić do znajdujących się w Albanii uchodźców z ogarniętego wojną Kosowa. Do udziału w niej zaproszona została Polska, przyjęta do NATO 12 marca 1999.
Zgodnie z postanowieniem Prezydenta RP z dnia 14 kwietnia do AFOR zostało skierowanych 140 żołnierzy Wojska Polskiego: kompania lekkiej piechoty (wydzielona ze składu 5. Batalionu 21 Brygady Strzelców Podhalańskich) oraz oficerowie w kwaterze głównej misji. Cała PJW pod dowództwem mjr Marka Barana transportowana była koleją z Rzeszowa do Bari we Włoszech, skąd statkami przypłynęła do bazy w Durrës, gdzie wyznaczono jej stałą bazę.
Głównym zadaniem Polaków była ochrona dowództw AFOR-u oraz sił zadaniowych, którym podporządkowana była PJW (kolejno: holenderskie Romeo, belgijskie Bravo i włoskie North) było patrolowanie wyznaczonym plutonem granicy albańsko-kosowskiej oraz zabezpieczenie konwojów z zaopatrzeniem i baz logistycznych. Działania początkowo utrudniały trudne warunki – baza kompanii znajdowała się na terenie albańsko-polskiej stoczni nieprzystosowanej do warunków wojskowych (o lokalizacji zadecydowała łatwość w odbieraniu w stoczni przewożonej statkami pomocy humanitarnej), zaś żołnierze byli niedostatecznie uzbrojeni (najsilniejszą bronią były kaemy i Honkery), a nawet umundurowani (ubiory były niedostosowane bałkańskich upałów) – co jednak nie przeszkodziło w wypełnieniu misji. 
Początkowo PJW AFOR planowano wycofać do 31 grudnia, jednak wcześniejszy sukces misji oraz utworzenie sił KFOR (do którego skierowano 18 Bielski Batalion Desantowo-Szturmowy – Polską Jednostkę Wojskową odwodu strategicznego SACEUR) spowodowały przesunięcie powrotu kompanii do 31 października. 1 września PJW oficjalnie zakończyła służbę, 3 października wycofano 70 podhalańczyków, a resztę dzień później.

## Struktura organizacyjna
- Dowództwo i sztab PKW (kompania lekkiej piechoty) – mjr Marek Baran
  - 1 pluton piechoty – kpt. Arkadiusz Wrona
  - 2 pluton piechoty – por. Bogdan Pelc
  - 3 pluton piechoty – ppor. Jacek Materna
  - pluton dowodzenia – por. Maciej Marczyk
  - pluton logistyczny – por. Jerzy Świtalski
  - Narodowy Element Wsparcia – ppłk Jarosław Szyksznia → mjr Wiesław Rusin